# Brendan Hines
Brendan P. Hines est un acteur et accessoirement chanteur-compositeur américain né le 28 décembre 1976 à Baltimore, dans le Maryland.

## Biographie
Brendan Hines est né le 28 décembre 1976 à Baltimore.
Ses parents sont un ancien prêtre et une ancienne nonne, devenus professeurs de philosophie.

### Vie privée
Il est en couple depuis 2020 avec Tatiana Maslany.

## Carrière
Il débute au cinéma en 2001 dans Ordinary Sinner de John Henry Davis. L'année suivante, il est présent dans True Dreams de Corey W. Allen.
Il fait ses premiers pas à la télévision dans un épisode d'Angel. Deux ans plus tard, il joue dans FBI : Portés disparus.
En 2008, il est présent dans plusieurs épisodes de Terminator : Les Chroniques de Sarah Connoret The Middleman et au cinéma dans Toi, moi... et mon chien avec Malin Åkerman. L'année d'après, il trouve un rôle plus important dans la série Lie to Me, jusqu'en 2011.
En 2013, il tourne dans Beauty and the Beast et Betrayal, puis l'année suivante, il obtient des rôles durant quelques épisodes de Suits : Avocats sur mesure et Scorpion.
En 2016, il joue aux côtés de Michael Ealy, Juliette Lewis, Jordana Brewster, Mekia Cox, Charlie Barnett, ou encore Terry O'Quinn dans la seconde saison de Secrets and Lies.
Entre 2016 et 2019, il apparaît sous les traits du Capitaine Super Moi dans la série parodico-dramatique, The Tick.
En 2021, il obtient un rôle secondaire dans la seconde saison de Locke and Key, diffusée sur Netflix et il joue dans le film d'horreur Shelter in Place réalisé par Chris Beyrooty et Connor Martin

## Filmographie

### Cinéma

#### Longs métrages
- 2001 : Ordinary Sinner de John Henry Davis : Peter
- 2002 : True Dreams de Corey W. Allen : Sketchy Dan
- 2008 : Toi, moi... et mon chien (Heavy Petting) de Marcel Sarmiento (en) : Charlie
- 2009 : Hot Babes (Deep in the Valley) de Christian Forte : Carl
- 2015 : No Way Jose de Adam Goldberg : Dr Steve
- 2019 : Josie & Jack de Sarah Lancaster : Ben
- 2021 : Shelter in Place de Chris Beyrooty et Connor Martin : John Burke

#### Courts métrages
- 2006 : Just de Jesse Wheeler : Eddie Winkle
- 2013 : Bitter Orange d'Hope Larson : Jack

### Télévision

#### Séries télévisées
- 2004 : Angel : Eli
- 2005 : Love, Inc. : Dr West
- 2006 : FBI : Portés disparus (Without a Trace) : Jason Barnes
- 2008 : Terminator : Les Chroniques de Sarah Connor (Terminator : The Sarah Connor Chronicles) : Andy Goode
- 2008 : The Middleman : Tyler Ford
- 2009 - 2011 : Lie to Me : Eli Loker
- 2011 : Castle : Alex Conrad
- 2012 : Body of Proof : Marc Freston
- 2012 : Scandal : Gideon Wallace
- 2012 : Covert Affairs : Wade Moore
- 2012 : The Mob Doctor : Père Doyle
- 2013 : Beauty and the Beast : David
- 2013 : Betrayal : Aiden
- 2014 : Suits : Avocats sur mesure (Suits) : Logan Sanders
- 2014 - 2015 : Scorpion : Drew Baker
- 2016 : Secrets and Lies : Détective Ralston
- 2016 - 2019 : The Tick : Capitaine Super Moi
- 2018 - 2019 : MacGyver : Ethan Raines
- 2021 - 2022 : Locke and Key : Josh Bennett
- 2025 : Chicago Med : Dr. Nicholas Hayes

#### Téléfilms
- 2006 : If You Lived Here, You'd Be Home Now de  Peter Lauer : Scott
- 2007 : The Untitled Rob Roy Thomas Project de Rob Roy Thomas : Membre du Congrès Wheeler
- 2013 : Murder in Manhattan de Cherie Nowlan : Bart Sutton
- 2019 : La partition perdue de Noël (Our Christmas Love Song) de Gary Yates : Chase

## Voix françaises
En France
- Jean-Pierre Michaël[1] dans (les séries télévisées) :
  - Terminator : Les Chroniques de Sarah Connor
  - Lie to Me
  - Body of Proof
  - Scandal
  - Covert Affairs
  - Beauty and the Beast
  - Suits : Avocats sur mesure
  - Scorpion
  - Secrets and Lies
  - The Tick
  - MacGyver
  - La partition perdue de Noël (téléfilm)

- Julien Allouf dans Locke and Key (série télévisée)